# Ronglap
Ronglap (weitere Bezeichnung: Rongelab Island, Rongerappu, Rongollab, Rongurorabbu, Rongurorabbu-tō) ist ein winziges Motu des Likiep-Atolls der pazifischen Inselrepublik Marshallinseln.

## Geographie
Ronglap liegt zusammen mit Rongrik im westlichen Riffsaum des Likiep-Atolls, zwischen Malle im Norden und der Südwestspitze bei Kapenor. Die Insel ist unbewohnt. Zwischen Ronglap und Rongrik verläuft die Northwest Passage (Hokusei). Im Süden schließt sich die winzige Bokelan an.